# NGC 7205
NGC 7205 is een spiraalvormig sterrenstelsel in het sterrenbeeld Indiaan. Het hemelobject werd op 10 juli 1834 ontdekt door de Britse astronoom John Herschel.

## Synoniemen
- ESO 146-9
- AM 2205-574
- PGC 68128